# Medellin (Philippinen)
Medellin ist eine philippinische Stadtgemeinde in der Provinz Cebu. Sie hat 55.332 Einwohner (Zensus 1. August 2015).

## Baranggays
Medellin ist politisch in 19 Baranggays unterteilt.
| - Antipolo - Curva - Daanlungsod - Dalingding Sur - Dayhagon - Gibitngil - Canhabagat - Caputatan Norte - Caputatan Sur - Kawit | - Lamintak Norte - Luy-a - Panugnawan - Poblacion - Tindog - Don Virgilio Gonzales - Lamintak Sur - Maharuhay - Mahawak |